# Чекуровка
Чекуро́вка (рос. Чекуровка) — колишнє село в Булунському улусі, Республіка Саха, Росія.
Село розташоване на лівому березі річки Лена, за 60 км на північ від села Кюсюр, якому і підпорядковувалось. Є пристань.